# بلیک نیلی
بلیک نیلی (انگلیسی: Blake Neely؛ زادهٔ ۲۸ آوریل ۱۹۶۹) یک آهنگساز اهل ایالات متحده آمریکا است.